# David Collado
Miguel David Collado Morales  (Santo Domingo, Distrito Nacional; 29 de septiembre de 1975) es un empresario, comunicador y político dominicano. Fue Diputado por el Distrito Nacional desde 2010 hasta 2016, alcalde del Distrito Nacional de 2016 a 2020, y desde el 16 de agosto de 2020 ocupa el puesto de Ministro de Turismo de la República Dominicana, siendo ratificado en agosto de 2024 por el presidente Luis Abinader.
En las elecciones generales del 2016 se postuló como candidato a alcalde del Distrito Nacional mediante una alianza entre el Partido Reformista Social Cristiano (PRSC) y el Partido Revolucionario Moderno (PRM). Ganó con el 56.69% de los votos contabilizados frente a Roberto Salcedo, como candidato del Partido de la Liberación Dominicana (PLD) y aliados, quien logró el 37.10%. En el 2020, luego de concluir su período como alcalde, fue designado por el presidente electo Luis Abinader como Ministro de Turismo de la República Dominicana.
Es precandidato a presidente de la República Dominicana por su partido para las elecciones presidenciales de 2028, siendo uno de los favoritos en el PRM. Según encuestas internas del PRM realizadas en febrero de 2025, Collado lidera con el respaldo del 65,2 % entre los militantes, superando a su compañera Carolina Mejía (24,9 %).

## Vida personal
Miguel David Collado Morales nació el 29 de septiembre de 1975 en la ciudad de Santo Domingo, República Dominicana. Sus padres son David Collado y Oneyda Morales. Realizó sus estudios escolares en el colegio San Juan Bautista.

## Formación académica
David Collado ha desarrollado una sólida trayectoria académica en áreas vinculadas a la administración, el turismo, la estrategia empresarial y el marketing digital. Es licenciado en Turismo por Atlantic University y cursa una segunda licenciatura en Administración de Empresas con especialidad en Marketing Digital en la Universidad Ana G. Méndez.
Posee además formación de posgrado en diversas instituciones internacionales. Obtuvo una Maestría en Administración de Empresas en atlantic international y una segunda maestría en Dirección de Empresas para Emprendedores en IEBS Biztech School. También cuenta con un MBA con concentración en Mercadeo de UTH Florida University.
Ha complementado su formación con estudios ejecutivos, diplomados y certificaciones en reconocidas universidades. En George Washington University realizó un diplomado en Políticas Públicas y Estrategia Política. En la Universidad de Pensilvania, a través de The Wharton School (Aresty Institute of Executive Education), completó programas sobre fundamentos de marketing digital, redes sociales, comercio electrónico y análisis de datos aplicados al marketing.
Asimismo, en Harvard Business School ha realizado una especialización ejecutiva en Estrategia (Strategy Certificate of Specialization), que incluye especializaciones en Power and Influence for Positive Impact, Global Business, Strategy Execution y Sustainable Business Strategy. En el 2025 finalizó el Master of Business and Marketing en la UTH Florida University

## Carrera empresarial
Fue fundador y socio de la compañía Tedeco/Móvil Time. 
Incursionó en el ámbito cinematográfico con la productora Entrepreneur Films, fungiendo como productor ejecutivo de las películas dominicanas El Rey de Najayo, Ponchao y Pueto Pa Mí. Fue presidente de la empresa Medios Emprendedores, compañía de comunicación que edita la revista Emprendedores y el programa de televisión que llevaba el mismo nombre. Contribuyó a la formación de emprendedores de la mano de figuras internacionales como Rudy Giuliani , Alan Greenspan, George W. Bush y  John C. Maxwell a quienes invitó a República Dominicana para impartir conferencias a estudiantes y jóvenes emprendedores. 

## Carrera política

### Diputado
En el año 2010 fue elegido como Diputado de la Circunscripción No. 1 del Distrito Nacional por el Partido Revolucionario Dominicano (PRD). Durante su gestión legislativa, presentó proyectos en favor de la juventud y la economía nacional, incentivos al turismo, el deporte y la cultura, y leyes en beneficio de la mujer y de los sectores más necesitados de República Dominicana.
David Collado fue presidente de la Comisión Permanente de Turismo de la Cámara de Diputados entre los años 2010-2016, y precursor de múltiples proyectos de ley para declarar más de 16 provincias del país como Provincias Ecoturísticas. Collado también fue uno de los precursores de la revisión y aprobación de la Ley 195-13 que modifica varios artículos de la Ley 158-01 sobre incentivo al Fomento Turístico del País. A través de esta ley se amplió su alcance para permitir que distintas provincias tengan mejores oportunidades de desarrollar sus potenciales turísticos.
La Ley 88-13 que declara el 12 de noviembre como el Día Nacional del Emprendedor Dominicano, promulgada el 11 de julio de 2013, es una iniciativa de David Collado.

### Alcalde del Distrito Nacional
En 2016 gana las elecciones y se convierte en el alcalde del Distrito Nacional, ganando también el récord de haber logrado la más alta cantidad de votos que algún político haya alcanzado en cualquier posición en dicha demarcación. Récord que aún sustenta en la actualidad. En el  2019 ocupa el lugar número 1 en el ranking “Alcaldes de capitales de América Latina” realizado por Consulta Mitofsky, con una valoración de 93%, siendo el único destacado en la categoría “Sobresalientes”.  
Diversos organismos nacionales e internacionales como el Programa de las Naciones Unidas para el Desarrollo y FINJUS han destacado que la transparencia y el fortalecimiento institucional en la gestión de la ciudad de Santo Domingo son un referente para la región. 
En las elecciones generales del 2016 en República Dominicana, David Collado se postuló como candidato a la Alcaldía del Distrito Nacional mediante una alianza entre el Partido Reformista Social Cristiano (PRSC) y el  Partido Revolucionario Moderno (PRM). Ganó con el 56.69% de los votos contabilizados frente a Roberto Salcedo, candidato del Partido de la Liberación Dominicana (PLD) y aliados, quien logró el 37.10%.
Entre las principales obras de su gestión se destacan la remodelación del Malecón de Santo Domingo, la puesta en valor del Monumento a Fray Antonio de Montesino y el remozamiento completo de la Plazoleta La Trinitaria, lugares históricos emblemáticos y de alto valor turístico de la ciudad de Santo Domingo que se encontraban en estado de abandono.  
Ha trabajado en la recuperación de numerosos parques del Distrito Nacional, entre los que destacan Parque Mirador Sur, Arboleda, Los Prados, Cristo Libre y Divino Niño, instalación de cámaras de vigilancia en los parques recuperados, y la construcción de un parque nuevo nombrado “Cruz Jiminián” en honor a un reconocido doctor dominicano. Llevó a cabo la recuperación de los cementerios Máximo Gómez y Cristo Redentor y mercados públicos como el Mercado de Honduras, Villa Consuelo, Los Guandules la construcción de puentes peatonales y vehiculares en los sectores de Cristo Rey y La Puya de Arroyo Hondo.
Collado ha dirigido inversiones para la recuperación del sistema de drenaje pluvial, realizar arreglos en la infraestructura completa de más de 10 sectores de la ciudad que no tenían aceras o calles y con el fin de mejorar las condiciones de trabajo de la Policía Municipal y el Cuerpo de Bomberos del Distrito Nacional, con el fin de incrementar la seguridad ciudadana.  
Mostró interés en el deporte como medio para el desarrollo de la juventud, invirtiendo en la construcción de canchas y apoyando torneos de baloncesto, béisbol, voleibol y tenis.

### Ministro de Turismo de la República Dominicana (Periodo 2020-actualmente)
El 21 de julio de 2020, el presidente recién electo Luis Abinader designa a David Collado como ministro de turismo de la República Dominicana, en medio de la crisis de Covid que afectaba al mundo. Se crea el Gabinete de Turismo encabezado por el presidente y por el ministro, quienes junto a representantes del sector público y privado inician acciones para poder recuperarse de la pandemia y poder abrir las puertas al mundo, que desde marzo de ese mismo año había decretado cierre de las fronteras del país por tierra, mar y aire. Las acciones tomadas, como la visita a los principales inversionistas extranjeros en España, creación del seguro Covid para turistas, y otras iniciativas, lleva a la República Dominicana a ser reconocida por la OMT como el país número en recuperación post pandemia, en mayo del 2022.
Durante este periodo, también se pueden destacar otros logros en el sector turismo, tales como: haber sido país socio en la feria FITUR, edición 2022, reconocimiento de Foward Keys (destacada plataforma de inteligencia de viajes pionera en determinar tendencias y estadísticas de viajes a nivel Mundial) a República Dominicana, como el país líder en la recuperación del turismo después de la pandemia, en los años 2022 y 2023. Romper el récord de 10 millones de visitantes en diciembre del año 2023.
En agosto de 2024 el reelegido presidente Luis Abinader reasigna a Collado como Ministro de Turismo, cargo en el que sigue actualmente.  
Bajo su gestión, República Dominicana ha alcanzado cifras récord: en 2024 recibieron 11,2 millones de visitantes y, en los primeros cuatro meses de 2025, ya acumularon 4,3 millones, proyectándose superar los 12 millones para fin de año. En mayo de 2025, Collado destacó que el turismo representa más del 15 % del PIB nacional y contribuyó en más del 40 % del crecimiento económico entre 2022 y 2024. 
Durante la inauguración del Dominican Annual Tourism Exchange (DATE) 2025, celebrada en Punta Cana, Collado señaló que se realizaron más de 7 000 citas de negocios y reforzó la promoción de destinos emergentes como Miches, Samaná, Puerto Plata y Santiago. Reconoció también el liderazgo dominicano en el turismo de bodas, posicionándose cuarto en el mundo y líder regional en el Caribe.

## Reconocimientos
David Collado ha recibido algunos reconocimientos por su trayectoria política, entre los cuales podemos destacar: Político del Año 2016 de la República Dominicana otorgado por el Populómetro Público. En el 2017 recibió las llaves de la ciudad de Miami de las manos del alcalde Tomás Regalado, la Legislatura Municipal de San Juan, Puerto Rico, lo reconoció con Visitante Distinguido en el año 2017 y en 2019 el alcalde de San Salvador, Ernesto Muyshondt le hace entrega de las llaves de la ciudad. Premio Excelencia al presidente Luis Abinader y ministro David Collado en la feria FITUR 2022. La Academia Iberoamericana de Gastronomía (AIBG), y la Academia Dominicana de gastronomía, entregan reconocimiento al ministro David Collado en el marco de la feria FITUR 2023, La FCCA reconoce la gestión de David Collado en el crecimiento del turismo de cruceros, por dos años consecutivosEs reconocido en el 2024 como el funcionario mejor valorado por el Colegio Dominicano de Periodistas y entre los mejores valorados en el 2023, de acuerdo a la consultora de mediciones online, Sondeos.